# Macrozamia platyrhachis
Macrozamia platyrhachis är en kärlväxtart som beskrevs av Frederick Manson Bailey. Macrozamia platyrhachis ingår i släktet Macrozamia och familjen Zamiaceae. IUCN kategoriserar arten globalt som sårbar. Inga underarter finns listade i Catalogue of Life.